# Kisnyégerfalva
Kisnyégerfalva (Grădinari) település Romániában, a Partiumban, Bihar megyében.

## Fekvése
A Fekete-Körös völgyben, Belényestől délkeletre, Belényes és Köröstárkány közt fekvő település.

## Története
Kisnyégerfalva (Nyégerfalva) a 13. században már püspöki birtok volt és akkor 9 telekből állt. A 19. század első felében a görögkatolikus püspök volt a földesura.
1910-ben 452 lakosából 252 magyar, 199 román volt. Ebből 10 római katolikus, 188 görögkatolikus, 246 református volt.
A trianoni békeszerződés előtt Bihar vármegye Belényesi járásához tartozott.

## Fekete húsvét
Az első világháborút követően, 1919. április 19-én Kisnyégerfalván a helyi magyar nemzetiségű lakosság védtelen maradt, és a helyi román kisebbség, kihasználva erőfölényét, a falu főterén előre kitervelten géppuskákkal lemészárolt 17 magyar nemzetiségű időst és fiatalt. A környéken elkövetett bűntetteknek állít emléket a Köröstárkányban felállított emlékmű, mely nemcsak az 1919. áprilisi eseményekre emlékeztet, hanem az első és második világháború elesettjeinek hősiességére is.

## Jegyzetek

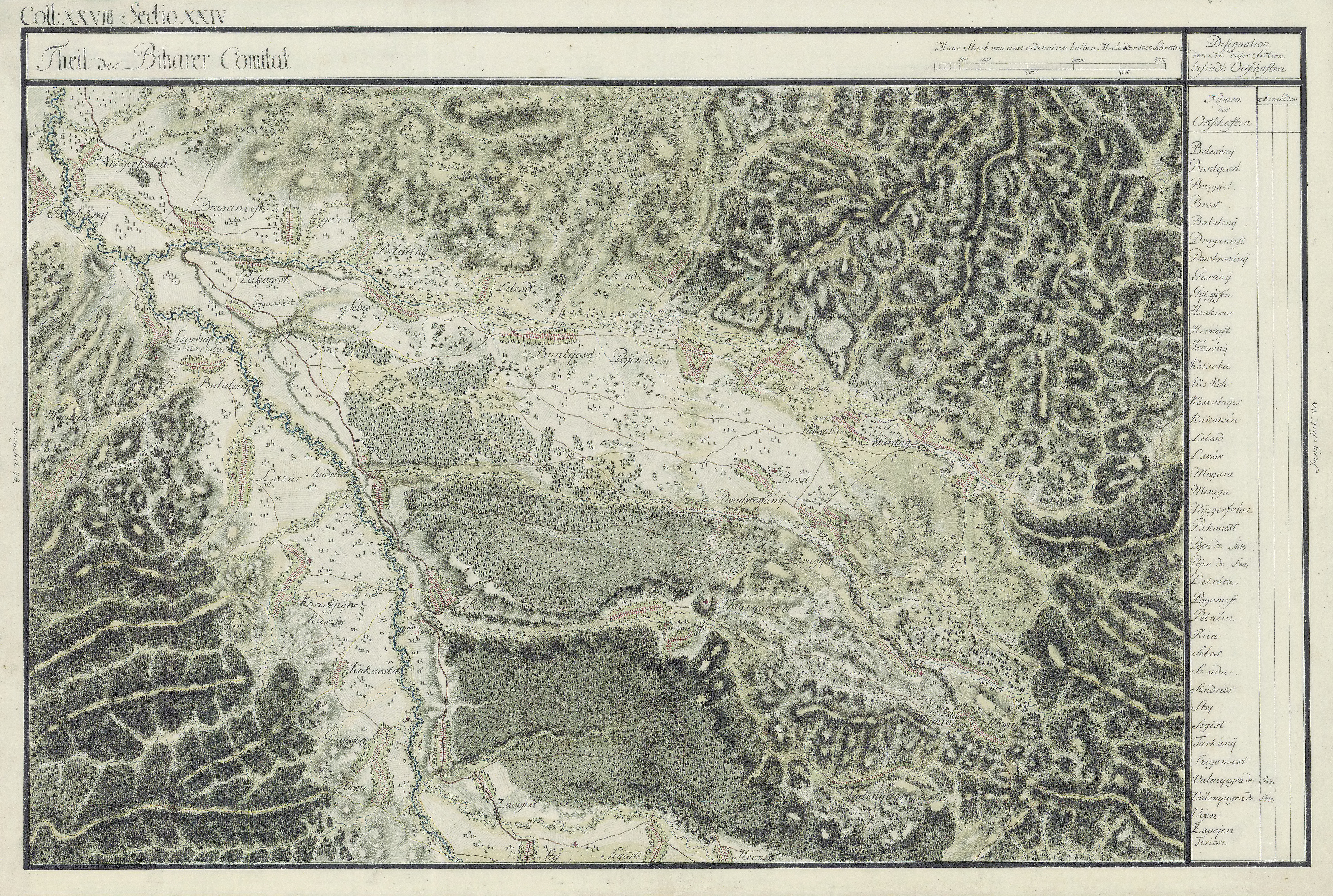
Kisnyégerfalva (Nyégerfalva) egy régi térképen

## Nevezetességek
- Református temploma
- Görögkatolikus temploma